# Arturo Risso de Leon
Arturo Risso de Leon ist ein uruguayischer Politiker.
Risso de Leon gehört der Partido Nacional an und saß als stellvertretender Abgeordneter für das Departamento Lavalleja in der 40. Legislaturperiode vom 1. Oktober 1968 bis zum 25. Februar 1969 und vom 16. Juli 1970 bis zum 16. Oktober desselben Jahres in der Cámara de Representantes.